# Keele (Toronto Subway)

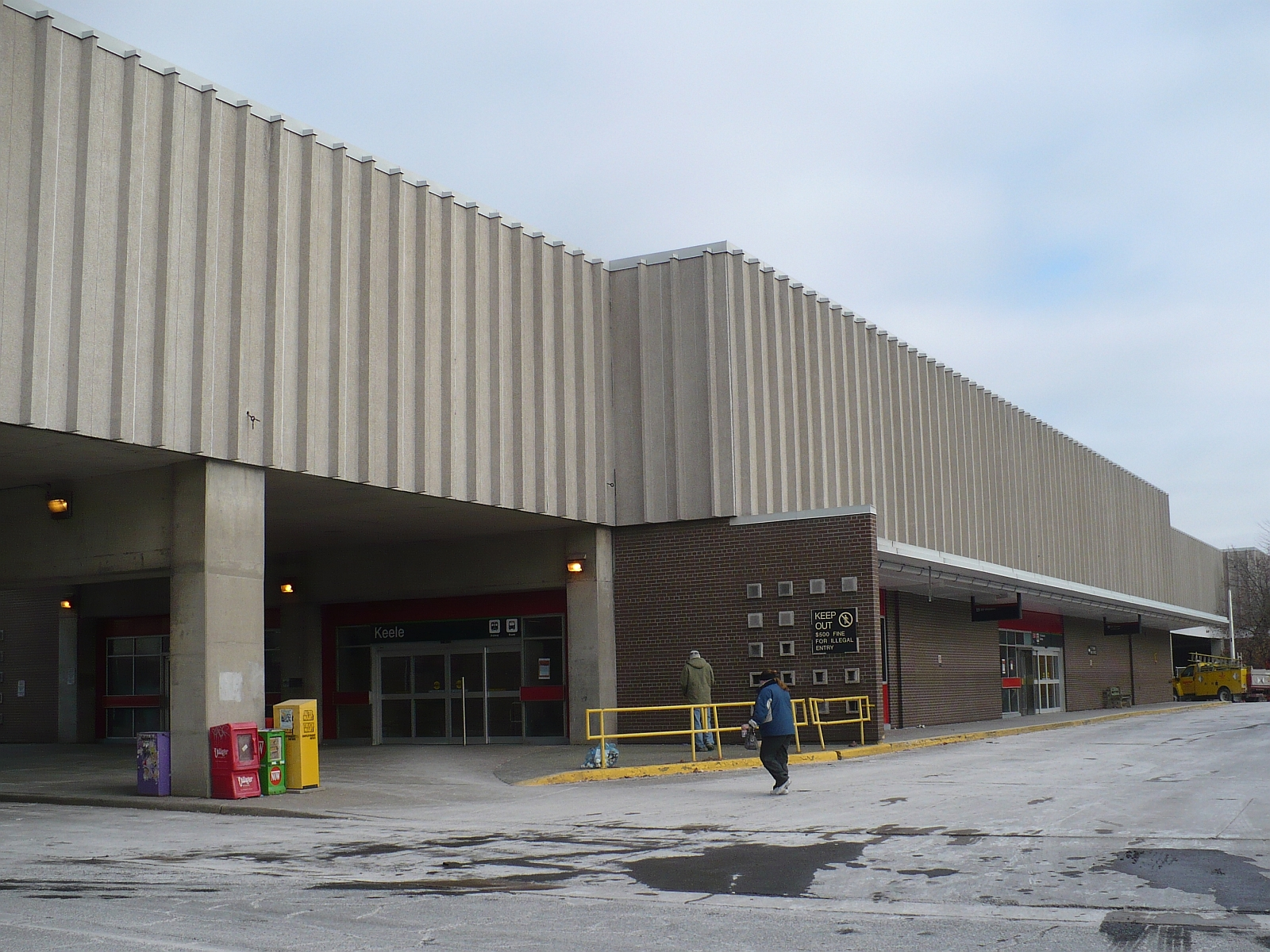
Stationsgebäude

Keele ist eine oberirdische U-Bahn-Station in Toronto. Sie liegt an der Bloor-Danforth-Linie der Toronto Subway, an der Kreuzung von Bloor Street und Keele Street. Die Station besitzt Seitenbahnsteige und wird täglich von durchschnittlich 16.990 Fahrgästen genutzt (2018).
Es bestehen Umsteigemöglichkeiten zu vier Buslinien der Toronto Transit Commission (TTC), darüber hinaus steht den Pendlern ein Park-and-ride mit 221 Parkplätzen zur Verfügung. Unmittelbar westlich der Keele Street gelangt die Strecke von einem Tunnel unter einem Hügel auf einen Damm und erreicht so die erhöht liegende, vollständig eingehauste Station. Der Damm überquert die Keele Street und die parallele Nebenstraße Indian Grove. Unmittelbar östlich der Station überquert die Strecke auf einer Brücke die darunter liegenden Parkplätze. Anschließend verläuft sie ebenerdig bis kurz vor Dundas West.
Die Eröffnung der Station erfolgte am 26. Februar 1966, zusammen mit dem Abschnitt Keele – Woodbine. Etwas mehr als zwei Jahre lang war Keele die westliche Endstation. Die TTC legte die Straßenbahn entlang der Bloor Street zum größten Teil still, doch verblieb zunächst eine kurze Stichstrecke bis in die Nähe der Station. Eine eigens zu diesem Zweck gebaute Wendeschleife befand sich zwei Häuserblocks östlich des Haupteingangs am Indian Grove. Um den Zugang zu erleichtern, ließ die TTC einen kurzen Verbindungstunnel errichten, der sogar über einen Fahrsteig verfügte. Trotz des großen Aufwands hatte dieser Zugang nicht lange Bestand. Mit der Eröffnung der Subway-Verlängerung nach Islington am 11. Mai 1968 endete der Straßenbahnbetrieb auf der Bloor Street endgültig und der kurze Tunnel wurde zugemauert.